# Liste des commanderies templières en Franche-Comté
| Cette liste recense les commanderies et maisons de l'Ordre du Temple qui ont existé en Franche-Comté. |

## Faits marquants et Histoire
La région correspond presque à ce qu'était le comté de Bourgogne aux XIIe et XIIIe siècles, qu'il ne faut pas confondre avec le duché de Bourgogne (la Bourgogne actuelle), mais les commanderies de ces deux régions faisaient partie de la province de France.
Jacques de Molay, le dernier maître de l'ordre du Temple, est né en Franche-Comté.

## Commanderies
| Commanderie  | Ville actuelle (ou à proximité) | Observations | Protection        |
| ------------ | ------------------------------- | ------------ | ----------------- |
| Arbois       | Arbois                          | ,            |                   |
| Falletans    | Dole                            | ,            |                   |
| Fay          | Dammartin-les-Templiers         | ,            |                   |
| Girefontaine | L'Étoile, lieu-dit « Vallière » | ,            |                   |
| La Laine     | Vy-les-Filain                   | ,            |                   |
| Montagna     | Montagna-le-Templier            | [ 7 ]        |                   |
| Saizenay     | Saizenay                        | [ 15 ]       |                   |
| Sales        | Chantes                         | ,            |                   |
| Salins       | Salins-les-Bains                | ,            | Inscrit MH (1991) |

| Localisation géographique (Liens vers les articles correspondants)                                                                            |
| --- |
| \| Alsace Bourg -ogne Champagne Ardenne Lorraine Suisse Arbois Besançon Falletans Fay Girefontaine La Laine Montagna Saizenay Sales Salins \| |
| Alsace Bourg -ogne Champagne Ardenne Lorraine Suisse Arbois Besançon Falletans Fay Girefontaine La Laine Montagna Saizenay Sales Salins       |

## Autres lieux

### En Haute-Saône
Outre la commanderie de Sales et ses membres, les maisons de La Laine et de Montseugny appartiennent aux templiers, puis aux hospitaliers :
- la maison d'Arsoncourt[19].
- la seigneurie d'Autrey-les-Gray, donnée à la commanderie de La Romagne (auj. Saint-Maurice-sur-Vingeanne, en Côte-d'Or)[20].
- la seigneurie de Barges, dépendant de la commanderie de Genrupt (auj. Bourbonne-les-Bains, dans la Haute-Marne)[21], elle-même dépendant de celle de La Romagne[19].
- la seigneurie de Broye-les-Loups, dépendant de la commanderie de La Romagne[22].
- la maison de Champlitte, dépendant de la commanderie de Genrupt[20].
- la maison de Chevigney[19].
- la maison de Cintrey[19].
- des possessions de Dampierre-les-Montbozon[19].
- la maison de Fontenois-la-Ville[23]
- des possessions à Fouvans[20].
- des possessions à Grandchamp (auj. dans la Haute-Marne)[20].
- la commanderie de La Villedieu-en-Fontenette et ses membres[19]. Il y a toutefois débat sur les propriétaires de cette maison qui semblent être, dès l'origine, les Hospitaliers de Saint-Jean de Jérusalem[24]
- la maison de Miellin[19].
- la seigneurie de Neuvelle-lès-la-Charité[22].
- des possessions à Roche[20].
- la maison de Ruhans et le domaine de La Villedieu-lès-Quenoches, qui en dépend[19].

### Dans le Doubs
Outre la commanderie de Fay, appartiennent aux templiers, puis aux hospitaliers :
- Une maison à Besançon[25], rue du Chateur[7] qui dépendait de la commanderie d'Arbois[3] puis de celle de Dole avant la fin du XIIIe siècle[7].
- la maison de Villedieu-en-Varais et celle membre de Chazot, toutes deux dépendantes de la commanderie de Fay[26].
- la maison de Vuillecin, dépendante de la commanderie jurassienne de Salins-les-Bains.

### Dans le Jura
Outre les commanderies d'Arbois, Dole, Salins-les-Bains, leurs membres et leurs dépendances, appartient aux templiers, puis aux hospitaliers :
- l'Hôtel des Templiers, sis au 35 Grande Rue, à Dole[27]